# Ingress
Ingress — багатокористувацька рольова онлайн-гра з доповненою реальністю, створена NianticLabs@Google, випущена для Android-пристроїв 16 листопада 2012 року та для iOS 24 липня 2014.
Гравці в Ingress належать до однієї з двох фракцій, «Просвітлені» (представлені зеленим кольором) та «Опір» (синій). Ігровий процес дозволяє утворювати області на поверхні Землі за допомогою віртуальних зв'язків між порталами, які є видимими на екранах смартфонів. Мета гри полягає у завоюванні своєю фракцією найбільшої кількості «Розумових одиниць» (Mind units) — приблизної кількості людей на території, що контролюється фракцією.
Ідеї Ingress лягли в основу відеогри Pokémon Go, яка в 2016 році стала культурним феноменом.

## Фабула
Науковий секретний експеримент у Франції створив ланцюгову реакцію та випустив екзотичну матерію (XM — Exotic Matter) по всьому світу. У результаті сформувалися портали в таких місцях, як пам'ятники, музеї та інші публічні місця. Вчені по всьому світу зайнялися дослідженням цієї матерії та порталів і незабаром було з'ясовано, що матерія пов'язана з Шейперами (Shapers). Це раса із паралельного світу, яка використовує портали для проникнення в наш світ зі свого виміру. В результаті людство розділилося на дві фракції — Просвітлені (Enlightened) та Опір (Resistance).
Просвітлені прагнуть допомогти Шейперам проникати в наш світ, щоб  отримати від них знання і спрямувати нас у нову еру технологій. Опір бореться за те, щоб не допустити Шейперів в наш світ. Ця фракція вважає, що контакт призведе до занепаду цивілізації і людство треба захистити від нього.

## Ігровий процес

Портал L6

### Основи
Гравець за допомогою програми свого мобільного пристрою представлений на карті місцевості у місці його фізичного розташування, що визначається за допомогою GPS. Карта має чорний фон, вулиці і будівлі позначені сірим кольором, проте не є підписаними. На карті видимими є віртуальні об'єкти: портали (Portals), екзотична матерія (Exotic Matter), з'єднання (Links) та поля контролю (Control Fields).
Для взаємодії з об'єктами гравець повинен фізично знаходитися в місці, де позначено їхнє розташування. Мобільний клієнт представляє гравця як маленький трикутник, оточений колом, яке представляє зону, в якій можлива взаємодія. Рівень гравця зростає, залежно від кількості виконаних успішних дій, розширюючи можливості.

### Портали
По всьому світу існує велика кількість порталів, видимих гравцям на екранах їхніх пристроїв. Вони забарвлені в зелений, синій або сірий, в залежності від того хто їх контролює — Просвітлені, Опір або нічийні. Портали тісно пов'язані з такими орієнтирами, як скульптури, пам'ятники архітектури, історичні споруди. Щільність порталів, як правило, найвища в густонаселених регіонах, особливо в центральних частинах великих міст та парках. Кожен портал може бути оснащений восьма резонаторами, якими береться під контроль, і чотирма модифікаторами. Неконтрольований портал не має жодних резонаторів.
Гравці самі можуть подавати заявки на створення нових порталів через фотографування пам'яток архітектури з обов'язковою GPS-інформацією на фото та відправкою її розробникам.

### Резонатори

Резонатор L6

Портал може бути оснащений не більше, ніж восьма резонаторами однієї фракції, яка і володіє порталом. Резонатори мають рівні від L1 до L8. Гравець може розгорнути резонатор тільки власного рівня або нижчого, також правила обмежують кількість резонаторів якого рівня гравець може розгорнути на одному порталі (максимально 4 резонатори того рівня, на якому зараз знаходиться, і 4 — нижчого). Рівень порталу також визначає рівень предметів, що можуть отримати гравці через його злом, його супротив до атак та максимальну дальність зв'язку для утворення зчеплення між ним та іншими порталами. Оскільки правила обмежують кількість резонаторів високого рівня, що може розмістити гравець, гравцям варто об'єднуватись у групи. Так об'єднання гравців може створити портал більш високого рівня, ніж той, що створений однією людиною.
У мережі існують спеціалізовані калькулятори для підрахунку, які рівні резонаторів необхідні для того, щоб була можливість зв'язати портали на певній відстані.
Щойно розгорнені резонатори є повністю зарядженими. Рівень заряду падає спонтанно з плином часу, і коли він досягає нуля, то резонатор буде знищено. Гравці можуть поповнити енергію резонаторів, вибираючи відповідні дії біля них. Це також може здійснюватись дистанційно, якщо гравець має у своєму розпорядженні ключ від відповідного порталу. Ефективність віддаленого поповнення залежить від відстані гравця до порталу.

### Модифікатори
Портал може бути оснащений чотирма модифікаторами (Mods). На кінець 2012 єдиними доступними модифікаторами є Щити (Shields), що збільшують супротив порталу до атак супротивника.

### Екзотична матерія
Більшість взаємодій з порталами вимагають використання екзотичної матерії (Exotic Matter, XM), ігровий клієнт забезпечує безперервне відображення резервів ХМ гравця. ХМ розкидана по всій карті світу і представлена в мобільному клієнті як маленькі яскраві світлові дрейфуючі краплі. Якщо резерви ХМ гравця не є повними, то будь-яка ХМ, що попадає в кільце взаємодії гравця, всмоктується і додається до резерву. Проте екзотична матерія зустрічається досить рідко на карті, за винятком області поблизу порталів, де розміщені цілі її кластери.

### Предмети
Інвентар гравця може включати резонатори, ХМР-снаряди, модифікатори, ключі порталів та медіафайли. Вони отримуються з порталів через «злом» (Portal hacking), операція здійснюється з мобільного клієнта, коли гравець знаходиться в межах взаємодії. Ця дія споживає ХМ і займає декілька секунд, за злом можна отримати нуль або декілька елементів. Гравець може зламати портали, які належать будь-якій фракції. Злом ворожого порталу приносить очки дії (АР), але невелику кількість предметів. Злом порталу своєї фракції не приносить АР, проте дає більше предметів.
Існує обмеження як часто гравець може зламувати портал (4 рази через кожні 5 хвилин, далі портал перегрівається і цей же гравець не може його більше зламувати впродовж 4 годин). Інвентар здатен вмістити 2000 елементів.

### Напад на портал

XMP Burster L4

Щоб атакувати портал, який належить іншій фракції, гравець розгортає ХМР-снаряд (XMP Burster), використовуючи мобільний клієнт. ХМР-снаряди мають 8 рівнів, гравець може розгорнути снаряд свого або меншого рівня. Успіх атаки залежить від відносного рівня ХМР-снаряда та рівня резонаторів, оснащення порталу щитами і фізичного розташування гравця відносно резонаторів. Успішні атаки зменшують рівень заряду резонаторів, якщо заряд стає рівним нулю, резонатор знищується. Коли усі вісім резонаторів буде знищено, портал стає сірим, тобто нічийним, і нападник може захопити його для своєї фракції, розгорнувши свої резонатори.
Портал, який знаходиться під атакою, в свою чергу можеатакувати нападника, це виснажує резерви ХМ гравця. Гравець може захистити портал, який зазнає атаки, через підзарядку резонаторів чи розгортання нових на місці знищених. Зарядка порталів може бути виконана, використовуючи мобільний клієнт гри для будь-якого порталу, до якого гравець має ключ, навіть якщо гравець не перебуває поряд.

### Зв'язок
Гравець в периметрі взаємодії з порталом може зв'язати його з іншим порталом, якщо має ключ до порталу призначення. Другою умовою є щоб лінія зв'язку не перетиналася з існуючою лінією, та щоб портал призначення знаходився на дозволеній відстані зв'язку першого порталу. Сама відстань зв'язку залежить від рівня порталу. Коли три портали зв'язані у трикутник, це створює поле контролю (Control Field) всередині фігури. Простір, займаний полем, оголошується власністю фракції гравця та винагороджує фракцію кількістю розумових одиниць (Mind Units) в залежності від густини населення території та розміру поля.

### Підвищення рівня
Гравці розпочинають гру із першим рівнем і прогресують за допомогою накопичення очок дії (Action Points, AP), найвищий можливий рівень — L16. Гравці отримують АР за злом порталів противника, знищення резонаторів, розгортання резонаторів, порушення зв'язків, встановлення зв'язків, знищення та створення полів контролю. Таблиця з кількість отримуваних АР за дії:
| Отримані AP | Виконана дія                                                   |
| ----------- | -------------------------------------------------------------- |
| 1250        | Створення поля контролю                                        |
| 750         | Знищення поля контролю ворога                                  |
| 500         | Встановлення першого резонатора на порталі                     |
| 313         | Створення лінку між порталами                                  |
| 250         | Встановлення восьмого резонатора на порталі                    |
| 187         | Знищення зв'язку ворожих порталів                              |
| 150/600     | Встановлення щита на портал (до 4 щитів може бути встановлено) |
| 125         | Встановлення 2-7 резонатора                                    |
| 100         | Злом ворожого порталу                                          |
| 75          | Знищення ворожого резонатора                                   |
| 65          | Апгрейд резонатора іншого гравця своєї фракції до вищого рівня |
| 10          | Віддалена підзарядка резонаторів                               |

### Коди доступу
Один або кілька разів на день на веб сайті Niantic Project http://www.nianticproject.com/ [Архівовано 17 грудня 2020 у Wayback Machine.] розміщуються медіа об'єкти, які містять головоломки різної складності та форми. Вирішення головоломки нагороджується паролем — короткою послідовністю букв і цифр, наприклад «ezekiel27w», який може бути введено у клієнтську гру для отримання премії — ХМ, АР або інших об'єктів з гри (резонатори, XMP-снаряди, щити).

## Випуск гри
Гра Ingress була офіційно запущеною у бета тестування 16 листопада 2012 і підтримується онлайн маркетинговою компанією. Це було занотовано на різних заходах таких як Comic Con в Сан-Дієго 12 липня 2012. Співробітники Google тестували гру принаймні 6 місяців. В даний час гра доступна в закритому бета тестуванні і доступна для завантаження через Google Play . Розпочати грати можна лише після отримання інвайту які час від часу розробники роздають охочим.

## Адаптації
У червні 2018 року було анонсовано аніме-серіал «Ingress: The Animation» за мотивами гри.